# Індіана Джонс: У пошуках втраченого ковчега
«Індіана Джонс: У пошуках втраченого ковчега» (англ. Indiana Jones and the Raiders of the Lost Ark), також відомий як «Шукачі втраченого ковчега» (англ. Raiders of the Lost Ark — Викрадачі втраченого ковчега) — пригодницький кінофільм, знятий в 1981 режисером Стівеном Спілбергом. Є першою серією пригодницької кінопенталогії про археолога і шукача пригод Індіану Джонса. Дітям рекомендується перегляд спільно з батьками. Цей фільм досить часто визнавався відомими кінокритиками найкращим пригодницьким фільмом.
Оригінальний фільм мав продовження: «Індіана Джонс і Храм Долі», «Індіана Джонс і останній хрестовий похід» і телесеріал «Хроніки молодого Індіани Джонса». 18 травня 2008 був продемонстрований четвертий фільм про пригоди відомого археолога «Індіана Джонс і Королівство кришталевого черепа», а 30 червня 2023 року вийшлов п'ятий фільм — «Індіана Джонс і реліквія долі».
На 1 березня 2024 року фільм займав 60-ту позицію у списку 250 кращих фільмів за версією IMDb.

## Сюжет
Археолог Індіана Джонс у джунглях Південної Америки 1936 року шукає індіанський скарб. Його напарник намагається застрелити Індіану, коли вони опиняються біля шуканого місця, але той вибиває пістолет з рук батогом і зловмисник тікає. Джонс із провідником спускаються в печеру, звідки археолог викрадає золотого ідола. Проте спрацьовує пастка і печера починає обвалюватися. Забравши ідола, провідник тікає, лишивши Джонса напризволяще. Археолог, однак, встигає вибратися і біля виходу бачить провідника мертвим — той потрапив у чергову пастку. Йому вдається уникнути велетенського валуна, та в джунглях його оточують індіанці, яких привів суперник Індіани, археолог Рене Беллок. Джонс змушений віддати ідола і, скориставшись нагодою, тікає. Переслідуваний індіанцями, він дістається до літака.
Повернувшись додому, Джонс продовжує своє звичне заняття — викладає в університеті. Він зустрічається з двома агентами військової розвідки США, які повідомляють йому, що нацисти полюють за окультними реліквіями та розшукують Абнера Рейвенвуда, колишнього наставника Індіани. Агенти підозрюють Рейвенвуда у службі Третьому Рейху, щоб знайти в Єгипті легендарний Ковчег Заповіту. Джонс переконаний, що нацистам потрібен наконечник посоха, який за певних умов вкаже розташування Ковчега в місті Таніс. Його колега Маркус Броуді розповідає легенду, що в Ковчезі схована сила, здатна спустошувати все навколо. Тож Адольф Гітлер шукає цю реліквію аби скористатися нею для завоювань. Джонс вирушає в Непал розшукати Рейвенвуда.
Після прибуття він дізнається, що Абнер помер, а наконечник посоха дістався його дочці Меріон. Проте Меріон, ображена на Індіану через колишні стосунки, каже, що не має наконечника. В бар, яким вона володіє, вриваються нацисти, через сутичку заклад згорає. Спеціаліст з окультизму Арнольд Тат хапає наконечник, але він виявляється розжареним від вогню та лишає на долоні опік. Меріон погоджується допомогти Джонсу знайти Ковчег раніше за нацистів, якщо винагорода за це покриє її збитки.
Джонс із Меріон добираються до Каїра, де зустрічаються з другом Індіани, Саллахом. Той повідомляє, що знає, де нацисти шукають Ковчег під керівництвом полковника Германа Дітріха, і їм допомагає Беллок. Нацистські агенти викрадають Меріон, Індіана намагається її врятувати, але та гине у вибусі авто.
Індіана впадає в апатію, тоді Беллок пропонує йому приєднатися до нацистів, але Джонс відмовляється. Невдовзі місцевий житель розшифровує напис на наконечнику, з якого стає відомо якої висоти повинен бути посох, щоб показати правильне місце. Саллах випадково помічає, що фініки в його будинку отруєні, чим рятує Індіану. Тим часом Арнольд за опіком, що лишив відбиток наконечника посоха, також дізнається де слід вести пошуки.
Переодягнувшись єгиптянином, Індіана пробирається на місце розкопок в Танісі. Він знаходить у підземеллі модель міста та місце, куди слід вставити посох. У потрібний час сонячне світло проходить крізь камінь у посоху та вказує, де сховано Ковчег Заповіту. У таборі нацистів він викриває, що Меріон насправді жива.
Вночі Індіана з Саллахом спускаються до храму, звідки виносять Ковчег Заповіту. На виході Беллок і нацисти відбирають його, а Джонса і Меріон замуровують у храмі. Втім, вони знаходять вихід назовні саме перед тим, як нацисти збираються відправити Ковчег до Німеччини літаком. Під час спроби зупинити виліт літак вибухає, та Беллок і Дітріх вантажать реліквію до автоконвою. Викравши коня, Джонс вирушає за конвоєм, захоплює вантажівку з Ковчегом і прибуває в Каїр. Разом з Меріон він вирушає до Англії на кораблі, везучи в трюмі Ковчег.
В морі корабель перехоплює нацистський підводний човен. Нацисти викрадають Ковчег і Меріон, Індіана ж потай проникає на човен. Коли він припливає на базу на невідомому острові, Джонс потрапляє в каньйон, де нацисти планують відкрити Ковчег. Він погрожує підірвати ковчег, якщо Беллок не звільнить Меріон, але Беллок здогадується, що Індіана не знищить таку цінну реліквію. Меріон і Джонса прив'язують до стовпа, а Беллок, Дітріх і Тат відкривають Ковчег. Звідти вириваються могутні духи, котрі вбивають усіх, хто їх бачить. Джонс здогадується про це й попереджає Меріон заплющити очі. Знищивши всіх нацистів, духи закриваються в Ковчезі, а Індіана з Меріон звільняються.
Після повернення до Вашингтона Джонса знову відвідують агенти військової розвідки. Вони повідомляють йому, що Ковчег віддано на дослідження. Ввечері археолог зустрічається з Меріон. Тим часом Ковчег замикають у ящику, який відвозять на склад, наповнений іншими ящиками з написом «Цілком таємно».

## Галерея

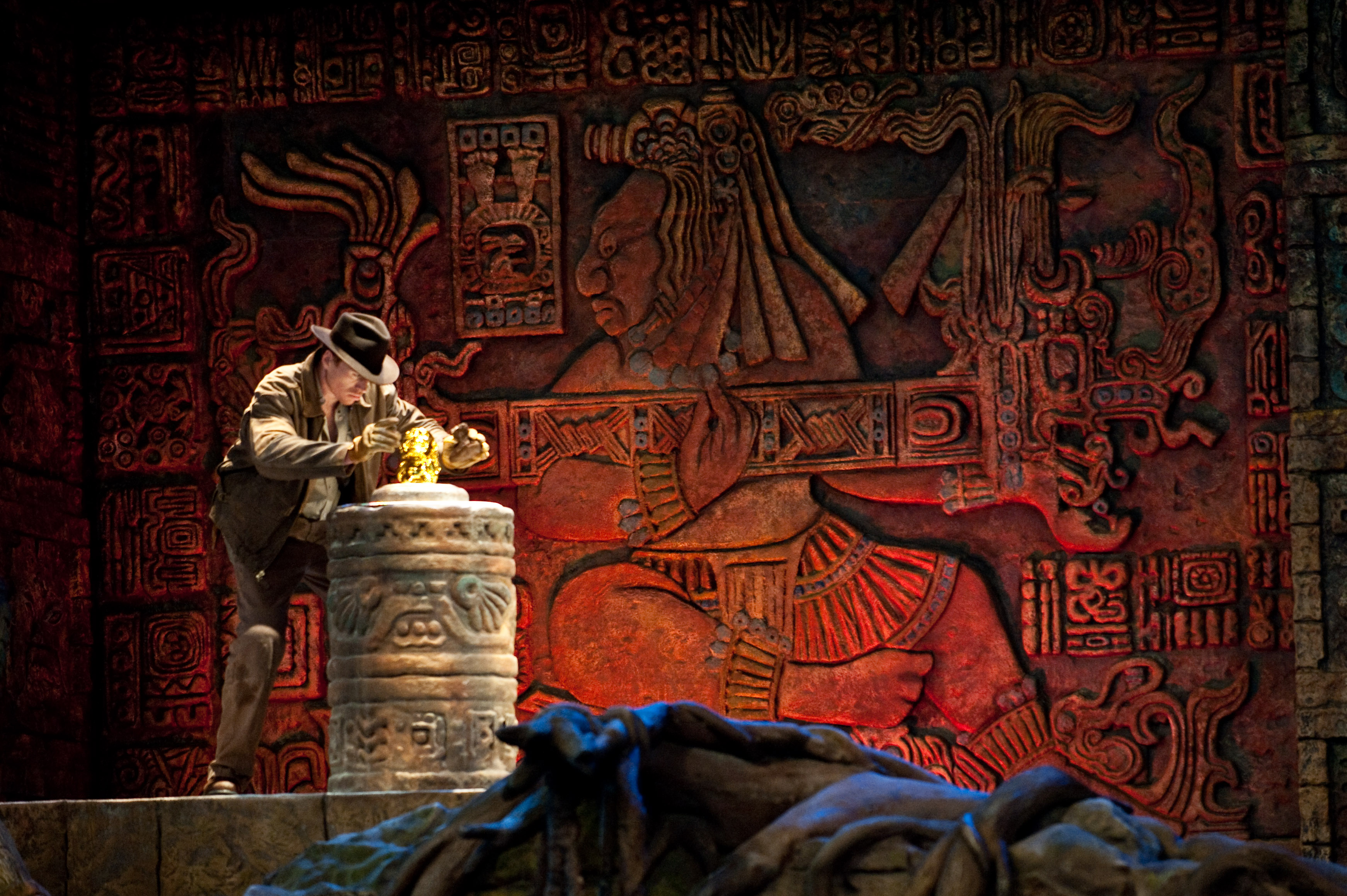
Діорама, що зображає викрадення Індіаною ідола
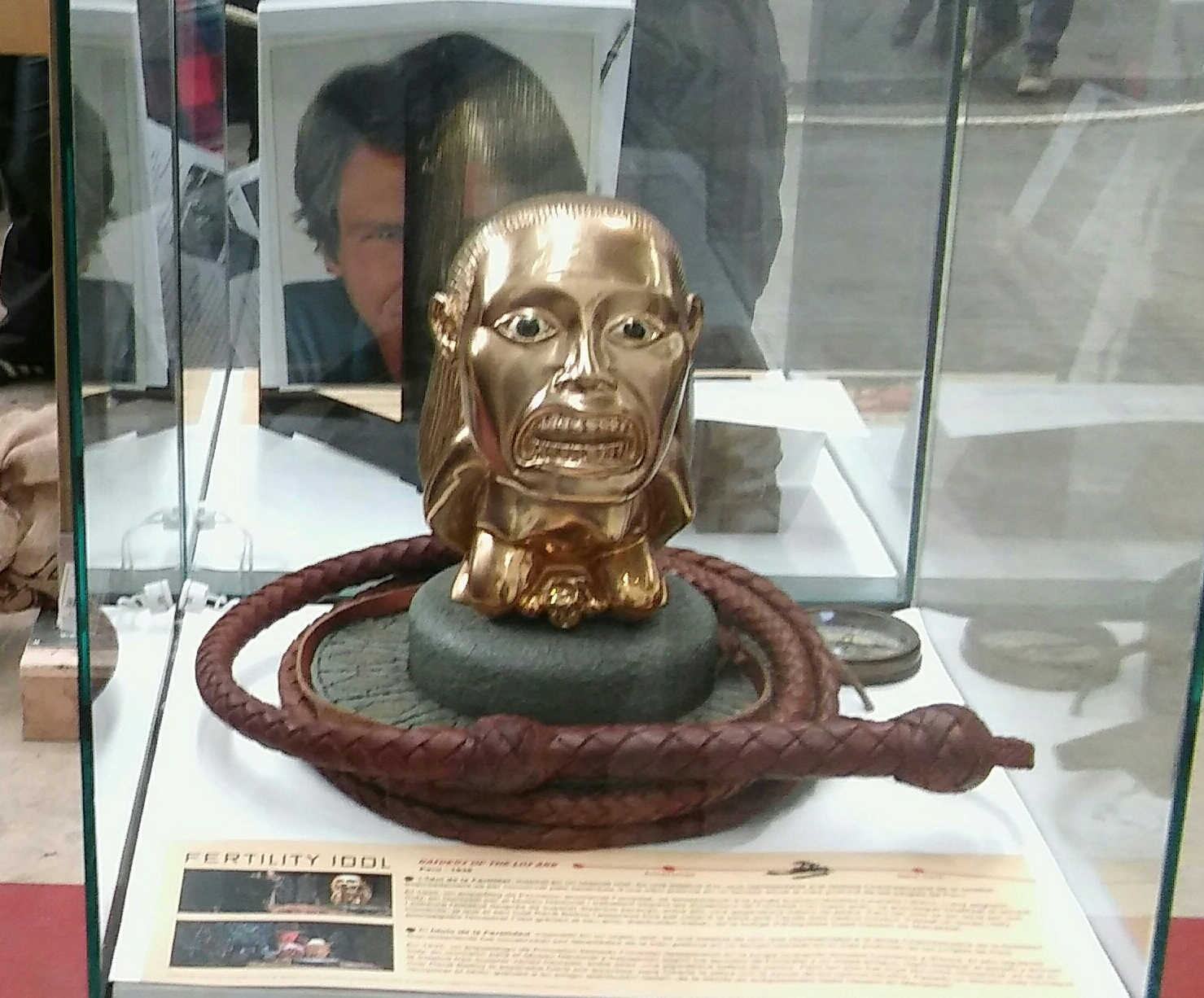
Репліка індіанського ідола
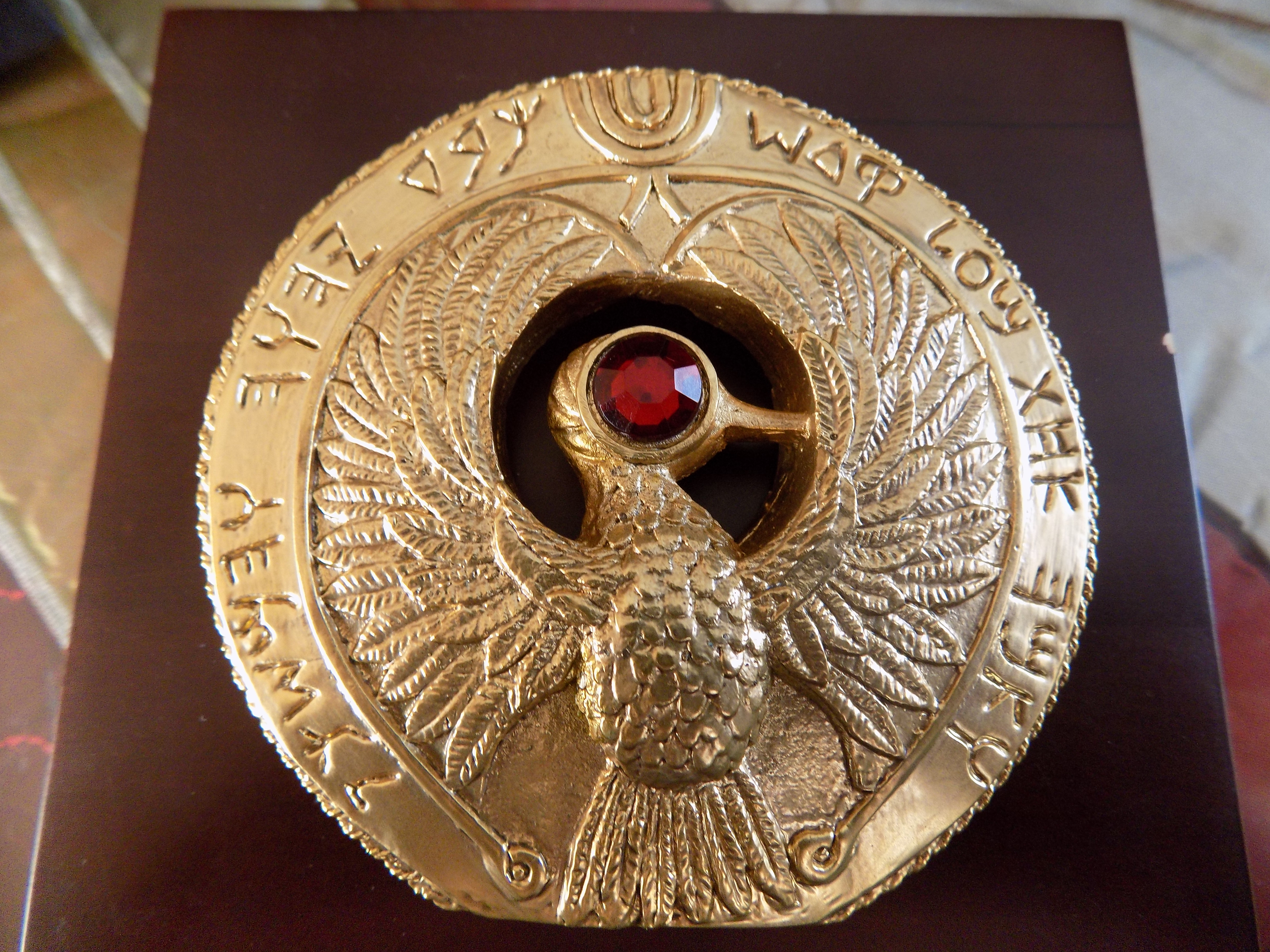
Репліка наконечника посоха
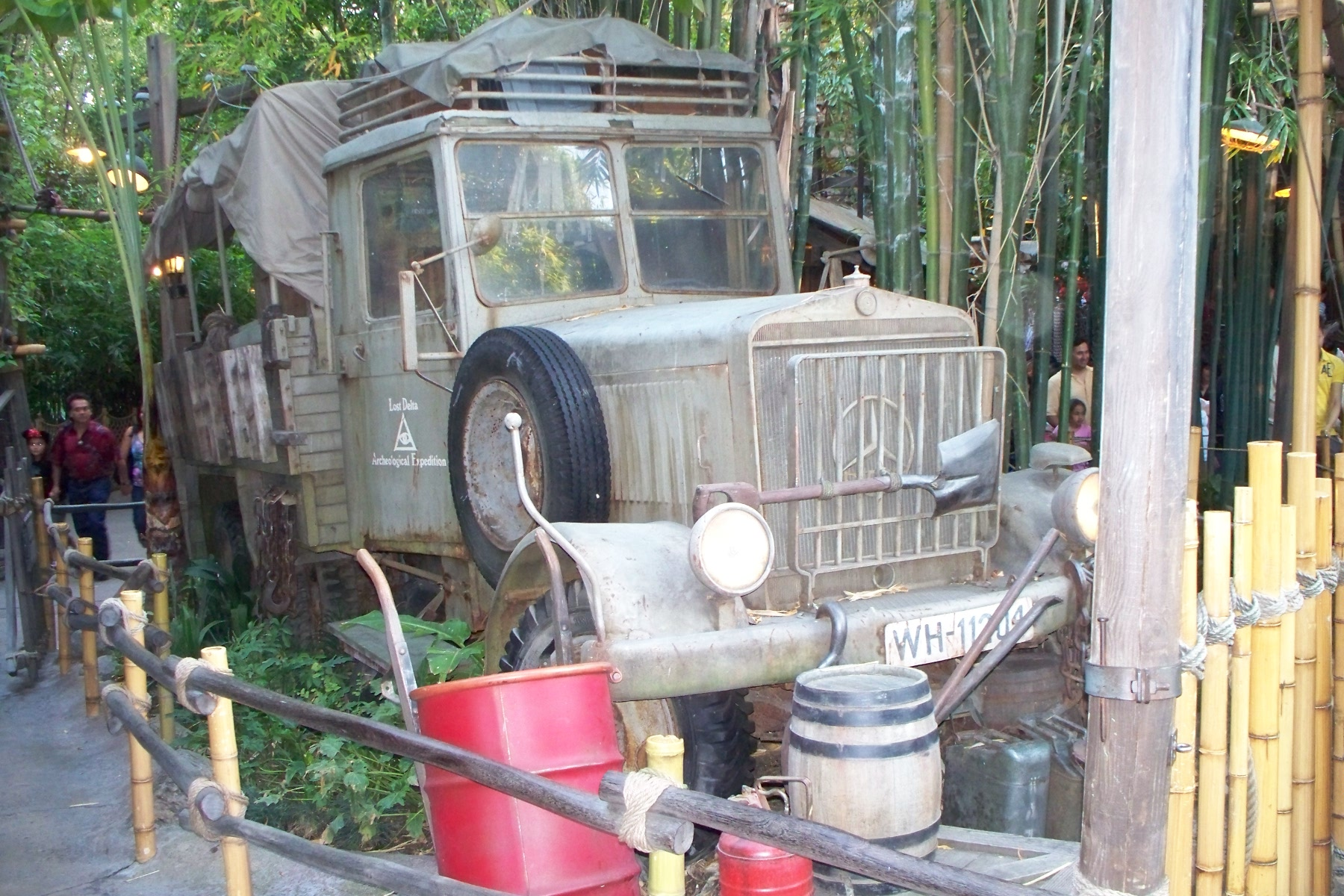
Вантажівка, використана на зйомках фільму

## В ролях
- Гаррісон Форд — Індіана Джонс
- Карен Аллен — Меріон Ревенвуд
- Денхолм Елліотт — Маркус Броді
- Джон Ріс-Девіс — Салла
- Пол Фриман — Рене Беллок
- Вольф Калер — Герман Дітріх
- Рональд Лейси — Арнольд Тат
- Альфред Моліна — Сатипо

## Український дубляж
Українською мовою дубльовано студією ТВ+ на замовлення телеканалу ICTV.
Ролі дублювали: Михайло Жонін, Юрій Кудрявець, Анатолій Зіновенко, Тетяна Зіновенко та інші.

## Цікаві факти

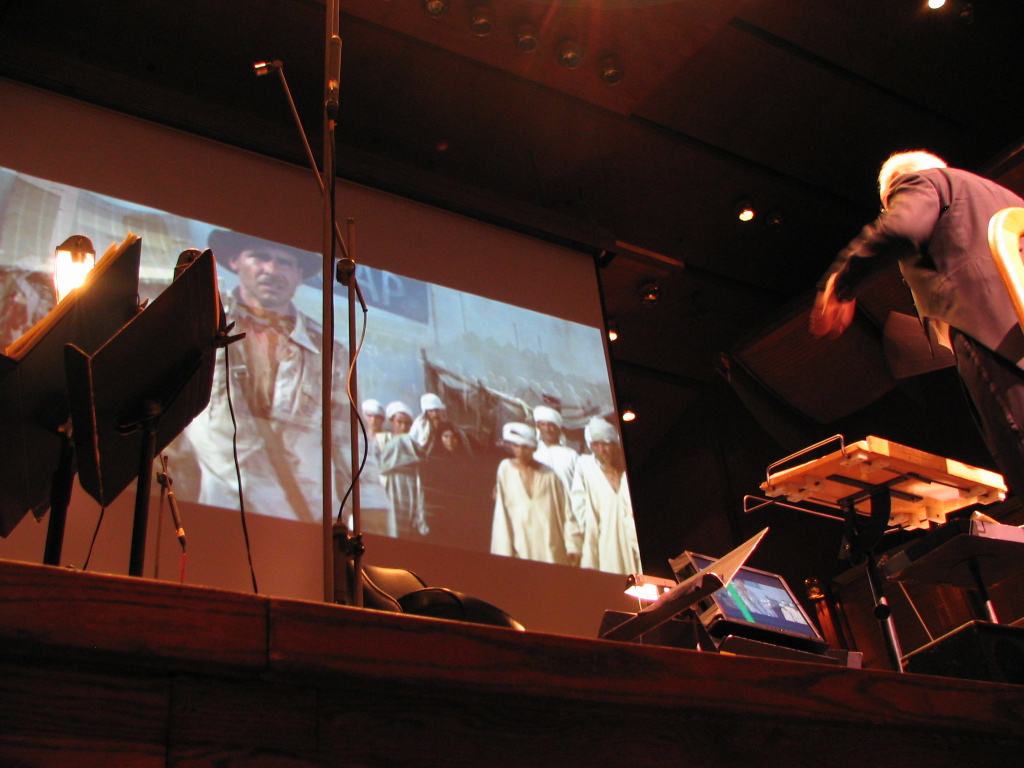
- Рональд Лейсі — Арнольд Тат проводить оцінку в Шукачі втраченого ковчега в Ейвері Фішер Хол.

- Режисер Стівен Спілберг обрав Дугласа Слокомба для зйомок перших трьох фільмів про Індіану Джонса, коли оператору було вже 68 років. Дугласа Слокомба тричі висували на «Оскар», останній раз — за роботу у фільмі «Індіана Джонс: У пошуках втраченого ковчега»[3].